# اریبولین
اریبولین(به انگلیسی: Eribulin)، که با نام تجاری Halaven فروخته می‌شود، یک دارو ضد سرطان است که در درمان سرطان پستان و لیپوسارکوما استفاده می‌شود.
شایعترین عوارض جانبی این دارو شامل خستگی، حالت تهوع، ریزش مو (آلوپسی)، یبوست، برخی آسیب‌های عصبی که باعث ضعف یا بی‌حسی در دست‌ها و پاها (نوروپاتی محیطی) می‌شود، درد شکم و تب (پیرکسی) است. اریبولین همچنین ممکن است باعث کاهش سطح گلبول‌های سفید مقابله‌کننده با عفونت خون (نوتروپنی) یا کاهش سطح پتاسیم یا کلسیم شود.